# HD 61005
HD 61005 – gwiazda typu słonecznego znajdująca się gwiazdozbiorze Rufy. Jest oddalona o około 115 lat świetlnych od Ziemi.
Gwiazda HD 61005 posiada nietypowy, zdeformowany dysk pyłowy. Kształty takich dysków pyłowych są trudne do wytłumaczenia. Jednym z możliwych wyjaśnień jest ruch gwiazdy poprzez chmury gazu, które wypełniają przestrzeń międzygwiazdową. W dyskach znajdują się głównie różnej wielkości odłamki skalne oraz drobny pył powstały w wyniku zderzeń krążących skał. Równocześnie gwiazda wykonuje obrót wokół centrum galaktyki przelatując przez chmury gazowe o małej gęstości. Jeśli chmura jest wystarczająco gęsta, powoduje powstanie siły działającej na orbitujące wokół gwiazdy cząsteczki pyłu. Ponieważ oddziaływanie to jest stosunkowo słabe, uwidacznia się na najmniejszych okruchach o średnicy rzędu mikrometrów, które zmieniły swoje trajektorie. Ponieważ jednak grawitacja gwiazdy jest znacznie większa od oddziaływania chmur gazowych, więc interakcji ulegają przeważnie drobne cząsteczki pyłu znajdujące się na obrzeżach dysku.
Wcześniej powstawanie takich dysków przypisywano obecności nieodkrytych planet lub efektów przejścia obok innej gwiazdy, jednak model ten wskazuje, że głównym sprawcą mogą być chmury gazowe. Dlatego przy poszukiwaniu planet pozasłonecznych należy zachować więcej ostrożności.